# Chocolat (Kelly Joyce)
Chocolat è un album della cantante  Kelly Joyce, pubblicato nel 2004.

## Tracce
1. Pass-partout
2. Chocolat
3. Folies
4. Little kaigé
5. Bicycle
6. Melody (and all the galaxy is dancing)
7. C'est l'amour qui vient
8. La femme dans la nuit
9. Shadow
10. Colours
11. Te bla blas
12. El cobra
13. L'ingénue